# Serie Misterio
Serie Misterio es una colección de libros juveniles escritos por Enid Blyton. Los protagonistas de las aventuras son cinco muchachos: Pip (Philip Hilton) y su hermana pequeña Bets (Elizabeth Hilton), Larry (Laurence Daykin) y su hermana Daisy (Margaret Daykin) y un amigo que se les une en el primer volumen, Frederick Algernon Trotteville, al que el resto del grupo llama Fatty a causa de su obesidad, y que, a partir del tercer tomo de la serie, pasa a ser el jefe del grupo, sustituyendo a Larry en tal cometido. Fatty es el dueño de un perro negro, un terrier escocés llamado Buster. que les acompaña en sus peripecias.
El grupo se autodenomina Los Cinco Indagadores y el Perro (Los Cinco Pesquisidores y el Perro en ediciones previas a 1986) y se dedican a resolver misterios que ocurren en Peterswood, el pueblo ficticio al que los protagonistas vuelven siempre que llegan sus vacaciones escolares, aunque ello no le agrada mucho al policía del lugar, el señor Goon, conocido por los muchachos como "el viejo Ahuyentador", que se molesta porque los muchachos muchas veces resuelven los casos antes que él. Posteriormente, en la sexta novela de la serie, Misterio en la casa escondida, los Cinco Indagadores conocen a Ern (diminutivo de Ernesto) que es el sobrino de dicho policía. El niño pronto terminará haciéndose amigo de ellos, y les acompañará en varias aventuras.

## Títulos de la colección
La colección de la serie Misterio está compuesta por 15 libros:
1. Misterio en la villa incendiada (The Mystery of the Burnt Cottage, 1943)
2. Misterio del gato desaparecido (The Mystery of the Disappearing Cat, 1944)
3. Misterio en la casa deshabitada (The Mystery of the Secret Room, 1945)
4. Misterio de los anónimos (The Mystery of the Spiteful Letters, 1946)
5. Misterio del collar desaparecido (The Mystery of the Missing Necklace, 1947)
6. Misterio en la casa escondida (The Mystery of the Hidden House, 1948)
7. Misterio del gato comediante (The Mystery of the Pantomime Cat, 1949)
8. Misterio del ladrón invisible (The Mystery of the Invisible Thief, 1950)
9. Misterio del príncipe desaparecido (The Mystery of the Vanished Prince, 1951)
10. Misterio del extraño hatillo (The Mystery of the Strange Bundle, 1952)
11. Misterio en la Villa de los Acebos (The Mystery of Holly Lane, 1953)
12. Misterio del cuadro robado (The Mystery of Tally-Ho Cottage, 1954)
13. Misterio del fugitivo (The Mystery of the Missing Man, 1956)
14. Misterio de los mensajes sorprendentes (The Mystery of the Strange Messages, 1957)
15. Misterio del Torreón del Duende (The Mystery of Banshee Towers, 1961)

- Datos: Q1498450